# Lung-jen
Lung-jen (čínsky pchin-jinem Lóngyán, znaky 龙岩) je městská prefektura v Čínské lidové republice. Leží v západní části provincie Fu-ťien.
Lung-jen má plochu necelých dvacet tisíc kilometrů čtverečních a v roce 2020 zde žilo dva a tři čtvrti milionu obyvatel.

## Poloha
Lung-jen leží v západní části provincie při horním toku řek Ťiou-lung ťiang a Tching ťiang. Hraničí na severu se
San-mingem, na východě s Čchüan-čou, na jihovýchodě s Čang-čou, na jihu s provincií Kuang-tung a na západě s provincií Ťiang-si.

## Administration
Městská prefektura Lung-jen se člení na sedm celků okresní úrovně, a sice dva městské obvody, jeden městský okres a čtyři okresy.
| Sin-luo Jung-ting okres · Čchang-tching okres · Šang-chang okres · Wu-pching okres · Lien-čcheng městský okres · Čang-pching |        |                       |                       |                    |                                  |
| Název | Název  | Počet obyvatel (2010) | Počet obyvatel (2020) | Rozloha km² (2020) | Hustota zalidnění (obyv. na km²) |
| český přepis | znaky  | Počet obyvatel (2010) | Počet obyvatel (2020) | Rozloha km² (2020) | Hustota zalidnění (obyv. na km²) |
| Městské obvody |        |                       |                       |                    |                                  |
| Sin-luo | 新罗区 | 662 429               | 841 745               | 2 670              | 315                              |
| Jung-ting | 永定区 | 362 658               | 325 880               | 2 225              | 147                              |
| Městský okres |        |                       |                       |                    |                                  |
| Čang-pching | 漳平市 | 240 194               | 253 394               | 2 956              | 86                               |
| Okresy |        |                       |                       |                    |                                  |
| Čchang-tching | 长汀县 | 393 390               | 397 470               | 3 104              | 128                              |
| Šang-chang | 上杭县 | 374 047               | 376 392               | 2 855              | 132                              |
| Wu-pching | 武平县 | 278 182               | 278 238               | 2 637              | 106                              |
| Lien-čcheng | 连城县 | 248 645               | 250 518               | 2 582              | 97                               |
| |        |                       |                       |                    |                                  |
| Celkem | Celkem | 2 559 545             | 2 723 637             | 19 028             | 143                              |

## Slavní rodáci
- Ceng Ťin-jen (* 1983) – čínská blogerka a bojovnice za lidská práva;
- Jang Čcheng-wu (1914–2004) – čínský revolucionář a generál Čínské lidové osvobozenecké armády;
- Lin Tan (* 1983) – čínský hráč badmintonu.